# 弗里蒙特鎮區 (北達科他州卡弗利爾縣)
弗里蒙特鎮區（英語：Fremont Township）是位於美國北達科他州卡弗利爾縣的一個鎮區。

## 地方資料
弗里蒙特鎮區的面積為143.69平方千米，當中陸地面積為143.51平方千米，而水域面積為0.18平方千米。根據2020年美國人口普查的數據，當地共有人口40人，而人口密度為每平方千米0.28人。